# NGC 3681
NGC 3681 is een balkspiraalstelsel in het sterrenbeeld Leeuw. Het hemelobject werd op 17 april 1784 ontdekt door de Duits-Britse astronoom William Herschel.

## Synoniemen
- UGC 6445
- MCG 3-29-48
- ZWG 96.45
- IRAS 11238+1708
- PGC 35193